# سیگنه تروستن
سیگنه تروستن (انگلیسی: Signe Trosten؛ زادهٔ ۳۰ مارس ۱۹۷۰) ورزشکار اهل نروژ است.
در مسابقات جهانی بیاتلون ۱۹۹۱ در لافت موفق به دریافت مدال برنز شد و همچنین در مسابقات قهرمانی جهان ۱۹۹۲، در نووسیبیرسک شرکت کرد. او در بازی‌های المپیک زمستانی ۱۹۹۲ در آلبرتویل به رقابت پرداخت، جایی که تیمش در مکان هفتم قرار گرفت.